# Буки (городище)

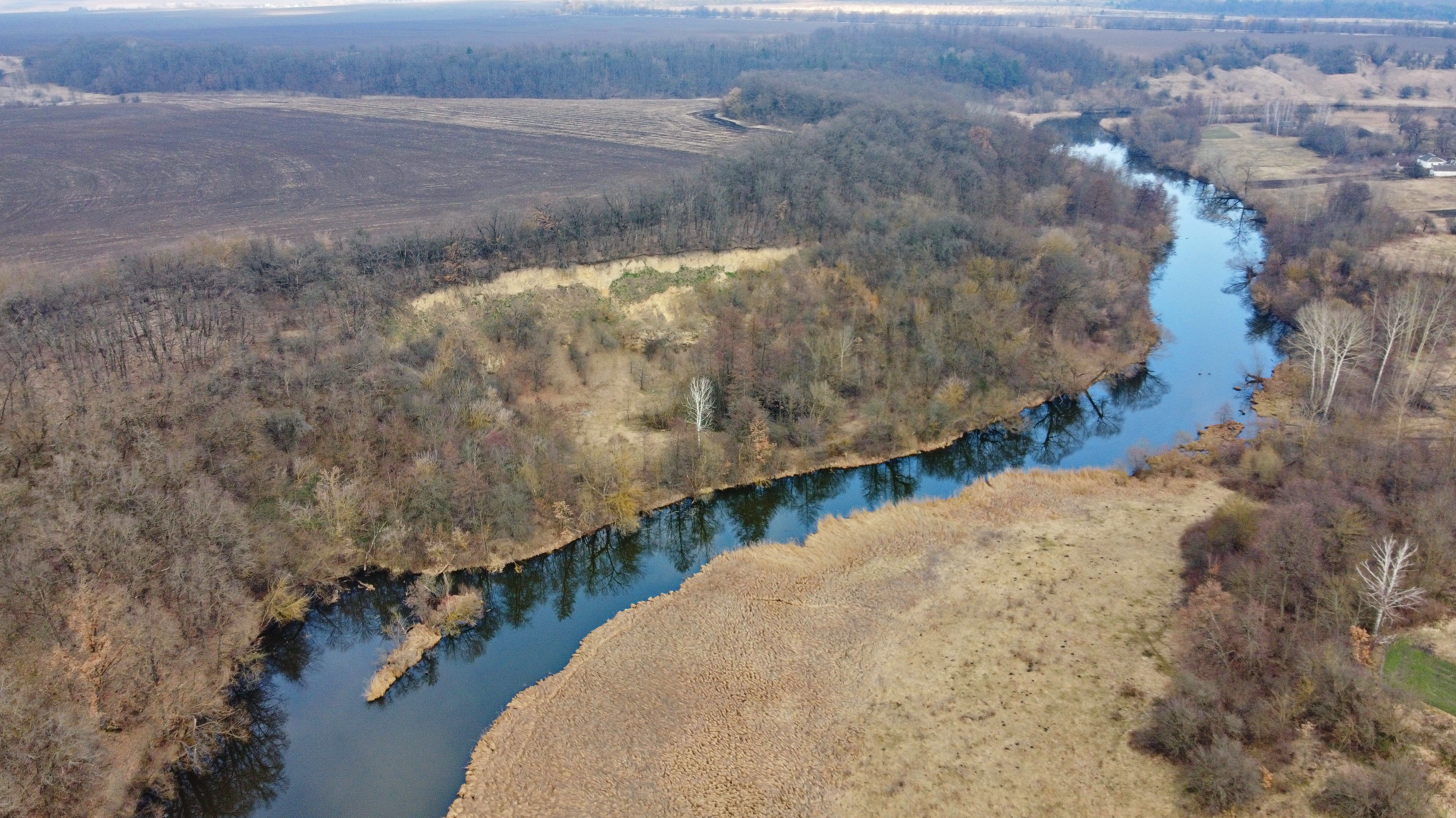
Городище Буки с воздуха

Буки — датируемый XI—XIII веками комплекс археологических памятников, расположенный возле села Буки Сквирского района Киевской области. Состоит из городища (детинец и посад), открытого поселения, а также 2 курганных и 2 грунтовых могильников. Городище расположено на берегу реки Роставица (приток Роси, бассейн Днепра). Площадь — около 1 га. По периметру оно окружено двойной системой земляных валов и рвами. Южный склон дополнительно укреплен еще 4 рядами валов. На соседнем останце размещена еще одна укрепленная валом часть — посад. Возле укреплений городища — посёлок площадью более 20 га. На нем, как и на городище, были открыты грунтовые безинвентарные захоронения. Курганы некрополя находятся в урочищах «Строкив лес» и «Могилки под березками». Здесь обнаружены захоронения в ямах, вокруг которых выложены каменные круги. Неординарный характер памятника говорит о его важном значении в системе Поросской оборонительной линии.
В местных легендах, записанных И. Фундуклеем, Л. Похилевичем и Э. Руликовским, городище называется остатками города Бакожина, якобы разрушенного «татарским царём Мамаем».